# Заврх-при-Галиції
Заврх-при-Галиції (словен. Zavrh pri Galiciji) — поселення в общині Жалець, Савинський регіон, Словенія. 
Висота над рівнем моря: 380,6 м.